# Medaliści mistrzostw Europy w pięcioboju nowoczesnym
Medaliści mistrzostw Europy w pięcioboju nowoczesnym:

## Kobiety

### indywidualnie
| Rok i miejsce       | Zwycięzca               | 2. miejsce           | 3. miejsce              |
| ------------------- | ----------------------- | -------------------- | ----------------------- |
| 1989 Modena         | Dorota Idzi             | Sophie Moressée      | Iwona Dąbrowska         |
| 1991 Sofia          | Tatiana Dołgaczewa      | Dorota Idzi          | Anna Sulima             |
| 1993 Győr           | Kim Raisner             | Jelizawieta Suworowa | Edyta Małoszyc          |
| 1995 Berlin         | Iwona Kowalewska        | Dorota Idzi          | Gabriele Ginsner        |
| 1997 Moskwa         | Kate Allenby            | Iwona Kowalewska     | Edyta Małoszyc          |
| 1998 Warszawa       | Paulina Boenisz         | Iwona Kowalewska     | Fabiana Fares           |
| 1999 Tampere        | Żanna Szubienok         | Jeanette Malm        | Frederica Foghetti      |
| 2000 Székesfehérvár | Zsuzsanna Vörös         | Stephanie Cook       | Tatiana Muratowa        |
| 2001 Sofia          | Stephanie Cook          | Tatiana Nakasnaja    | Żanna Szubienok         |
| 2002 Uście nad Łabą | Claudia Corsini         | Axelle Guiguet       | Sian Lewis              |
| 2003 Uście nad Łabą | Georgina Harland        | Zsuzsanna Vörös      | Paulina Boenisz         |
| 2004 Albena         | Csilla Füri             | Tatiana Muratowa     | Katalin Partics         |
| 2005 Montepulciano  | Aleksandra Sadownikowa  | Kim Raisner          | Edyta Małoszyc          |
| 2006 Budapeszt      | Zsuzsanna Vörös         | Anastazja Samusewicz | Mhairi Spence           |
| 2007 Ryga           | Jewdokia Greczysznikowa | Heather Fell         | Sara Bertoli            |
| 2008 Moskwa         | Wiktorija Tereszczuk    | Laura Asadauskaitė   | Anastazja Samusewicz    |
| 2009 Lipsk          | Amélie Cazé             | Heather Fell         | Jewdokia Greczysznikowa |
| 2010 Debreczyn      | Amélie Cazé             | Lena Schöneborn      | Donata Rimsaite         |
| 2011 Medway         | Lena Schöneborn         | Adrienn Tóth         | Wiktorija Tereszczuk    |
| 2012 Sofia          | Laura Asadauskaitė      | Iryna Chochłowa      | Żanna Buriak            |
| 2013 Drzonków       | Zsófia Földházi         | Żanna Buriak         | Anastazija Spas         |

### drużynowo
| Rok i miejsce       | Zwycięzca                                                                   | 2. miejsce                                                                  | 3. miejsce                                                             |
| ------------------- | --------------------------------------------------------------------------- | --------------------------------------------------------------------------- | ---------------------------------------------------------------------- |
| 1989 Modena         | Polska · Dorota Idzi · Iwona Dąbrowska · Barbara Kotowska                   | Węgry                                                                       | Francja                                                                |
| 1991 Sofia          | ZSRR                                                                        | Węgry                                                                       | Polska · Dorota Idzi · Iwona Kowalewska · Anna Sulima                  |
| 1993 Győr           | Niemcy                                                                      | Rosja · Jelizawieta Suworowa · Jekatierina Bołdina · Tatiana Czerniecka     | Włochy                                                                 |
| 1995 Berlin         | Polska · Dorota Idzi · Iwona Kowalewska · Edyta Małoszyc                    | Włochy                                                                      | Węgry                                                                  |
| 1997 Moskwa         | Polska · Anna Sulima · Iwona Kowalewska · Edyta Małoszyc                    | Włochy                                                                      | Rosja                                                                  |
| 1998 Warszawa       | Włochy                                                                      | Polska · Dorota Idzi · Iwona Kowalewska · Anna Sulima                       | Rosja                                                                  |
| 1999 Tampere        | Rosja                                                                       | Wielka Brytania                                                             | Polska · Dorota Idzi · Paulina Boenisz · Anna Sulima                   |
| 2000 Székesfehérvár | Węgry                                                                       | Wielka Brytania                                                             | Francja                                                                |
| 2001 Sofia          | Wielka Brytania                                                             | Białoruś                                                                    | Włochy                                                                 |
| 2002 Uście nad Łabą | Wielka Brytania                                                             | Włochy                                                                      | Polska · Paulina Boenisz · Edyta Małoszyc · Magdalena Sędziak          |
| 2003 Uście nad Łabą | Węgry · Zsuzsanna Vörös · Bea Simóka · Csilla Füri                          | Polska · Edyta Małoszyc · Magdalena Sędziak · Paulina Boenisz               | Wielka Brytania · Sian Lewis · Georgina Harland · Sarah Langride       |
| 2004 Albena         | Rosja · Tatiana Muratowa · Olesja Wieliczko · Jewdokia Greczysznikowa       | Węgry · Adrienn Szathmary · Vivien Mathe · Csilla Füri                      | Polska · Edyta Małoszyc · Magdalena Sędziak · Paulina Boenisz          |
| 2005 Montepulciano  | Rosja · Tatiana Muratowa · Aleksandra Sadownikowa · Jewdokia Greczysznikowa | Polska · Edyta Małoszyc · Sylwia Czwojdzińska · Paulina Boenisz             | Węgry · Zsuzsanna Vörös · Vivien Mathe · Csilla Füri                   |
| 2006 Budapeszt      | Wielka Brytania · Mhairi Spence · Georgina Harland · Katie Livingston       | Białoruś · Anastazja Samusewicz · Tatiana Mazurkiewicz · Żanna Archipienko  | Włochy · Claudia Corsini · Sara Bertoli · Alessia Pieretti             |
| 2007 Ryga           | Włochy · Claudia Corsini · Sara Bertoli · Alessia Pieretti                  | Wielka Brytania · Mhairi Spence · Georgina Harland · Katie Livingston       | Rosja · Jewdokia Greczysznikowa · Tatiana Muratowa · Ludmiła Sirotkina |
| 2008 Moskwa         | Litwa · Laura Asadauskaitė · Donata Rimsaite · Julia Kolegowa               | Białoruś · Anastazja Samusewicz · Tatiana Mazurkiewicz · Żanna Archipienko  | Rosja · Tatiana Muratowa · Polina Struczkowa · Jewdokia Greczysznikowa |
| 2009 Lipsk          | Wielka Brytania · Heather Fell · Mhairi Spence · Katie Livingston           | Rosja · Jewdokia Greczysznikowa · Polina Struczkowa · Jekaterina Churaskina | Węgry · Zsuzsanna Vörös · Leila Gyenesei · Sarolta Kovács              |
| 2010 Debreczyn      | Niemcy · Lena Schöneborn · Eva Trautmann · Annika Schleu                    | Węgry · Leila Gyenesei · Adrienn Tóth · Sarolta Kovács                      | Wielka Brytania · Heather Fell · Mhairi Spence · Katy Livingston       |
| 2011 Medway         | Węgry · Leila Gyenesei · Adrienn Tóth · Sarolta Kovács                      | Niemcy · Lena Schöneborn · Eva Trautmann · Annika Schleu                    | Francja · Amélie Cazé · Anais Eudes · Elfie Arnaud                     |
| 2012 Sofia          | Rosja · Jewdokia Greczysznikowa · Donata Rimšaitė · Jekaterina Churaskina   | Wielka Brytania · Heather Fell · Katy Burke · Freyja Prentice               | Węgry · Adrienn Tóth · Leila Gyenesei · Sarolta Kovács                 |
| 2013 Drzonków       | Wielka Brytania · Kate French · Samantha Murray · Mhairi Spence             | Ukraina · Żanna Buriak · Wiktorija Tereszczuk · Iryna Chochłowa             | Niemcy · Lena Schöneborn · Ronja Doring · Annika Schleu                |

### sztafeta
| Rok i miejsce       | Zwycięzca                                                                   | 2. miejsce                                                             | 3. miejsce                                                                 |
| ------------------- | --------------------------------------------------------------------------- | ---------------------------------------------------------------------- | -------------------------------------------------------------------------- |
| 1989 Modena         | Polska · Dorota Idzi · Iwona Dąbrowska · Barbara Kotowska                   | Węgry                                                                  | Włochy                                                                     |
| 1991 Sofia          | ZSRR                                                                        | Węgry                                                                  | Włochy                                                                     |
| 1993 Győr           | Polska · Dorota Idzi · Iwona Kowalewska · Edyta Małoszyc                    | Rosja                                                                  | Węgry                                                                      |
| 1995 Berlin         | Węgry                                                                       | Polska · Dorota Idzi · Iwona Kowalewska · Anna Sulima                  | Czechy                                                                     |
| 1997 Moskwa         | Rosja                                                                       | Wielka Brytania                                                        | Węgry                                                                      |
| 1998 Warszawa       | Białoruś                                                                    | Niemcy                                                                 | Polska · Paulina Boenisz · Iwona Kowalewska · Anna Sulima                  |
| 1999 Tampere        | Polska · Dorota Idzi · Anna Sulima · Paulina Boenisz                        | Włochy                                                                 | Niemcy                                                                     |
| 2000 Székesfehérvár | Wielka Brytania                                                             | Niemcy                                                                 | Węgry                                                                      |
| 2001 Sofia          | Węgry                                                                       | Białoruś                                                               | Wielka Brytania                                                            |
| 2002 Uście nad Łabą | Włochy                                                                      | Wielka Brytania                                                        | Rosja                                                                      |
| 2003 Uście nad Łabą | Węgry · Zsuzsanna Vörös · Bea Simóka · Csilla Füri                          | Włochy · Claudia Corsini · Sara Bertoli · Giulia Cafiero               | Czechy · Alexandra Kalinovská · Lucie Grolichová · Olga Vozenilková        |
| 2004 Albena         | Rosja · Jewdokia Greczysznikowa · Aleksandra Sadownikowa · Olesja Wieliczko | Węgry · Zsuzsanna Vörös · Adrienn Szathmary · Csilla Füri              | Białoruś · Anastazja Samusewicz · Tatiana Mazurkiewicz · Żanna Archipienko |
| 2005 Montepulciano  | Rosja · Tatiana Muratowa · Olesja Wieliczko · Ludmiła Sirotkina             | Węgry · Zsuzsanna Vörös · Csilla Füri · Vivien Mathe                   | Włochy · Claudia Corsini · Sara Bertoli · Alessia Pieretti                 |
| 2006 Budapeszt      | Polska · Edyta Małoszyc · Sylwia Czwojdzińska · Marta Dziadura              | Wielka Brytania · Mhairi Spence · Louise Helyer · Katie Livingston     | Rosja · Tatiana Muratowa · Olesja Wieliczko · Polina Struczkowa            |
| 2007 Ryga           | Wielka Brytania · Heather Fell · Georgina Harland · Katie Livingston        | Rosja · Tatiana Muratowa · Ludmiła Sirotkina · Polina Struczkowa       | Węgry · Zsuzsanna Vörös · Vivien Mathe · Sarolta Kovacs                    |
| 2008 Moskwa         | Litwa · Laura Asadauskaitė · Donata Rimsaite · Julia Kolegowa               | Węgry · Zsuzsanna Vörös · Vivien Mathe · Leila Gyenesei                | Rosja · Tatiana Muratowa · Polina Struczkowa · Jewdokia Greczysznikowa     |
| 2009 Lipsk          | Czechy · Natalie Dianova · Sylvie Cerna · Lucie Grolichova                  | Rosja · Polina Struczkowa · Wiera Feszczenko · Jewdokia Greczysznikowa | Polska · Edyta Małoszyc · Sylwia Czwojdzińska · Paulina Boenisz            |
| 2010 Debreczyn      | Węgry · Leila Gyenesei · Sarolta Kovacs · Adrienn Tóth                      | Niemcy · Lena Schöneborn · Eva Trautmann · Annika Schleu               | Polska · Katarzyna Wójcik · Sylwia Czwojdzińska · Paulina Boenisz          |
| 2011 Medway         | Węgry · Leila Gyenesei · Adrienn Tóth · Sarolta Kovács                      | Niemcy · Lena Schöneborn · Eva Trautmann · Annika Schleu               | Francja · Amélie Cazé · Anais Eudes · Elfie Arnaud                         |
| 2012 Sofia          | Rosja · Anna Sawczenko · Donata Rimšaitė · Swietłana Lebiediewa             | Polska · Sylwia Gawlikowska · Katarzyna Wójcik · Aleksandra Skarzyńska | Wielka Brytania · Heather Fell · Katy Burke · Freyja Prentice              |
| 2013 Drzonków       | Wielka Brytania · Kate French · Samantha Murray · Katy Burke                | Polska · Oktawia Nowacka · Aleksandra Skarzyńska · Katarzyna Wójcik    | Niemcy · Lena Schöneborn · Claudia Knack · Annika Schleu                   |

## Mężczyźni

### indywidualnie
| Rok i miejsce        | Zwycięzca              | 2. miejsce             | 3. miejsce            |
| -------------------- | ---------------------- | ---------------------- | --------------------- |
| 1987 Berlin Zachodni | József Demeter         | Milan Kadlec           | Wachtang Iagoraszwili |
| 1989 Umeå            | Wachtang Iagoraszwili  | László Fábián          | Pär Nykqvist          |
| 1991 Rzym            | Adam Madaras           | Maciej Czyżowicz       | László Fábián         |
| 1993 Sofia           | Richard Phelps         | László Fábián          | Sébastien Deleigne    |
| 1995 San Benedetto   | Sébastien Deleigne     | Akos Hanzely           | Attila Kalnoki-Kis    |
| 1997 Székesfehérvár  | Dmitrij Swatkowski     | Waleri Andrejew        | Wiaczesław Duchanow   |
| 1998 Uppsala         | Sébastien Deleigne     | Libor Capalini         | Edvinas Krungolcas    |
| 1999 Drzonków        | Peter Salfalvi         | Akos Hanzely           | Aleksiej Turkin       |
| 2000 Székesfehérvár  | Imre Tiideman          | Nicolae Papuc          | Adrian Toader         |
| 2001 Sofia           | Andrejus Zadneprovskis | Edvinas Krungolcas     | Sandor Fülep          |
| 2002 Uście nad Łabą  | Libor Capalini         | Andrejus Zadneprovskis | Gábor Balogh          |
| 2003 Uście nad Łabą  | Edvinas Krungolcas     | Andrea Valentini       | Dmitri Meliak         |
| 2004 Albena          | Edvinas Krungolcas     | Michal Michalik        | Cédric Pla            |
| 2005 Montepulciano   | Edvinas Krungolcas     | Denis Cherkovskis      | Rustem Sabirkhuzin    |
| 2006 Budapeszt       | Gábor Balogh           | Andriej Moisiejew      | Sándor Fülep          |
| 2007 Ryga            | Viktor Horváth         | Rustim Sabirchuzin     | Marcin Horbacz        |
| 2008 Moskwa          | Andriej Moisiejew      | Ilja Frołow            | Robert Kasza          |
| 2009 Lipsk           | Ondřej Polívka         | Ilia Frołow            | Adam Marosi           |
| 2010 Debreczyn       | David Svoboda          | Samuel Weale           | Stefan Köllner        |
| 2011 Medway          | Andriej Moisiejew      | Siergiej Kariakin      | Dmytro Kirpulianskij  |
| 2012 Sofia           | Riccardo De Luca       | Róbert Kasza           | Bence Demeter         |
| 2013 Drzonków        | Adam Marosi            | Róbert Kasza           | Aleksander Lesun      |

### drużynowo
| Rok i miejsce        | Zwycięzca                                                               | 2. miejsce                                                       | 3. miejsce                                                              |
| -------------------- | ----------------------------------------------------------------------- | ---------------------------------------------------------------- | ----------------------------------------------------------------------- |
| 1987 Berlin Zachodni | ZSRR                                                                    | Węgry                                                            | Wielka Brytania                                                         |
| 1989 Umeå            | Nie prowadzono klasyfikacji drużynowej                                  |                                                                  |                                                                         |
| 1991 Rzym            | Węgry                                                                   | ZSRR                                                             | Wielka Brytania                                                         |
| 1993 Sofia           | Węgry                                                                   | Czechy                                                           | Rosja                                                                   |
| 1995 San Benedetto   | Węgry                                                                   | Francja                                                          | Czechy                                                                  |
| 1997 Székesfehérvár  | Rosja                                                                   | Węgry                                                            | Polska · Dariusz Mejsner · Maciej Czyżowicz · Andrzej Stefanek          |
| 1998 Uppsala         | Francja                                                                 | Węgry                                                            | Białoruś                                                                |
| 1999 Drzonków        | Węgry                                                                   | Francja                                                          | Białoruś                                                                |
| 2000 Székesfehérvár  | Rosja                                                                   | Niemcy                                                           | Francja                                                                 |
| 2001 Sofia           | Węgry                                                                   | Białoruś                                                         | Ukraina                                                                 |
| 2002 Uście nad Łabą  | Węgry                                                                   | Litwa                                                            | Czechy                                                                  |
| 2003 Uście nad Łabą  | Rosja · Andriej Moisiejew · Aleksiej Turkin · Aleksiej Lebedinec        | Węgry · Gábor Balogh · Viktor Horváth · Ákos Kállai              | Czechy · Michal Sedlecky · Michal Michalik · Libor Capalini             |
| 2004 Albena          | Białoruś · Dmitri Meliach · Aleksandr Bysow · Igor Lapo                 | Czechy · Michal Sedlecky · Michal Michalik · Martin Dvorak       | Rosja · Dmitrij Gałkin · Aleksiej Turkin · Rustim Sabirchuzin           |
| 2005 Montepulciano   | Węgry · Gábor Balogh · Sándor Fülep · Ákos Kállai                       | Rosja · Andriej Moisiejew · Aleksiej Turkin · Rustim Sabirchuzin | Białoruś · Dmitri Meliach · Michaił Prokopenko · Igor Lapo              |
| 2006 Budapeszt       | Węgry · Gábor Balogh · Sándor Fülep · Viktor Horváth                    | Białoruś · Dmitri Meliach · Michaił Prokopenko · Igor Lapo       | Rosja · Andriej Moisiejew · Aleksiej Turkin · Ilja Frołow               |
| 2007 Ryga            | Rosja · Andriej Moisiejew · Rustim Sabirchuzin · Ilja Frołow            | Węgry · Gábor Balogh · Sándor Fülep · Viktor Horváth             | Białoruś · Dmitri Meliach · Michaił Prokopenko · Igor Lapo              |
| 2008 Moskwa          | Rosja · Andriej Moisiejew · Aleksiej Turkin · Ilja Frołow               | Węgry · Robert Kasza · Peter Tibolya · Adam Marosi               | Czechy · David Svoboda · Michal Michalik · Libor Capalini               |
| 2009 Lipsk           | Litwa · Justinas Kinderis · Edvinas Krungolcas · Andrejus Zadneprovskis | Czechy · Ondřej Polívka · David Svoboda · Michal Michalik        | Białoruś · Michaił Prokopienko · Michaił Micyk · Jahor Lapo             |
| 2010 Debreczyn       | Niemcy · Stefan Köllner · Delf Borrmann · Steffen Gebhardt              | Czechy · David Svoboda · Ondřej Polívka · Michal Michalík        | Litwa · Justinas Kinderis · Andrejus Zadneprovskis · Edvinas Krungolcas |
| 2011 Medway          | Rosja · Siergiej Kariakin · Ilja Frołow · Aleksander Lesun              | Włochy · Pierpaolo Petroni · Riccardo De Luca · Nicola Benedetti | Czechy · David Svoboda · Ondřej Polívka · Michal Sedlecký               |
| 2012 Sofia           | Rosja · Andriej Moisiejew · Ilja Frołow · Aleksander Lesun              | Węgry · Róbert Kasza · Bence Demeter · Ádám Marosi               | Czechy · Jan Kuf · Michal Michalík · Michal Sedlecký                    |
| 2013 Drzonków        | Węgry · Róbert Kasza · Bence Demeter · Ádám Marosi                      | Francja · Jean Berrou · Christopher Patte · Valentin Prades      | Włochy · Pierpaolo Petroni · Riccardo De Luca · Nicola Benedetti        |

### sztafeta
| Rok i miejsce        | Zwycięzca                                                         | 2. miejsce                                                              | 3. miejsce                                                            |
| -------------------- | ----------------------------------------------------------------- | ----------------------------------------------------------------------- | --------------------------------------------------------------------- |
| 1987 Berlin Zachodni | ZSRR                                                              | Polska · Jarosław Idzi · Paweł Olszewski · Mirosław Zazula              | Czechosłowacja                                                        |
| 1989 Umeå            | ZSRR                                                              | Włochy                                                                  | Polska · Jarosław Idzi · Dariusz Goździak · Sławomir Kopeć            |
| 1991 Rzym            | Węgry                                                             | Niemcy                                                                  | ZSRR                                                                  |
| 1993 Sofia           | Węgry                                                             | Francja                                                                 | Bułgaria                                                              |
| 1995 San Benedetto   | Włochy                                                            | Litwa                                                                   | Rosja                                                                 |
| 1997 Székesfehérvár  | Węgry                                                             | Francja                                                                 | Niemcy                                                                |
| 1998 Uppsala         | Francja                                                           | Litwa                                                                   | Czechy                                                                |
| 1999 Drzonków        | Węgry                                                             | Ukraina                                                                 | Rosja                                                                 |
| 2000 Székesfehérvár  | Węgry                                                             | Francja                                                                 | Szwecja                                                               |
| 2001 Sofia           | Węgry                                                             | Litwa                                                                   | Polska · Marcin Horbacz · Andrzej Stefanek · Maciej Bogucki           |
| 2002 Uście nad Łabą  | Litwa                                                             | Białoruś                                                                | Ukraina                                                               |
| 2003 Uście nad Łabą  | Węgry · Viktor Horváth · Sándor Fülep · Ákos Kállai               | Białoruś · Dmitri Meliach · Aleksandr Bysow · Paweł Dowgal              | Szwecja · Erik Johansson · Anders Marcusson · Michael Brandt          |
| 2004 Albena          | Węgry · Adam Marosi · Sándor Fülep · Ákos Kállai                  | Rosja · Aleksiej Lebedinec · Paweł Sazonow · Aleksiej Turkin            | Polska · Maciej Kacer · Marcin Horbacz · Andrzej Stefanek             |
| 2005 Montepulciano   | Węgry · Gábor Balogh · Sándor Fülep · Ákos Kállai                 | Rosja · Nikołaj Jaskow · Aleksiej Wielikodny · Rustim Sabirchuzin       | Polska · Tomasz Chmielewski · Marcin Horbacz · Andrzej Stefanek       |
| 2006 Budapeszt       | Węgry · Sándor Fülep · Viktor Horváth · Ákos Kállai               | Ukraina · Jewgienij Borkin · Witalij Budowskij · Serhij Kukszin         | Rosja · Aleksiej Turkin · Aleksiej Wielikodny · Rustim Sabirchuzin    |
| 2007 Ryga            | Rosja · Aleksiej Turkin · Aleksiej Wielikodny · Dmitrij Tieliegin | Litwa · Edvinas Krungolcas · Justinas Kinderis · Tadas Zemaitis         | Białoruś · Dmitrij Meliach · Jahor Łapo · Michaił Prokopienko         |
| 2008 Moskwa          | Rosja · Rustem Sabirkhuzin · Siergiej Kariakin · Maksim Szerstiuk | Litwa · Edvinas Krungolcas · Justinas Kinderis · Andrejus Zadneprovskis | Węgry · Adam Marosi · Peter Tibolya · Robert Kasza                    |
| 2009 Lipsk           | Litwa · Edvinas Krungolcas · Tadas Zemaitis · Justinas Kinderis   | Węgry · Robert Nemeth · Peter Tibolya · Adam Marosi                     | Czechy · Ondřej Polívka · Michal Sedlecky · Martin Dvorak             |
| 2010 Debreczyn       | Węgry · Robert Nemeth · Robert Kasza · Adam Marosi                | Polska · Bartosz Majewski · Szymon Staśkiewicz · Tomasz Chmielewski     | Litwa · Edvinas Krungolcas · Tomas Makarovas · Justinas Kinderis      |
| 2011 Medway          | Węgry · Bence Demeter · Robert Kasza · Adam Marosi                | Polska · Bartosz Majewski · Szymon Staśkiewicz · Łukasz Klekot          | Białoruś · Dmitrij Meliach · Mikalai Gayanouski · Stanisłau Czurauliu |
| 2012 Sofia           | Rosja · Siergiej Kariakin · Ilja Frołow · Aleksander Sawkin       | Ukraina · Pawło Kyrpulianski · Rusłan Nakoneczny · Ołeksandr Mordasow   | Białoruś · Michaił Micik · Alaksandr Wasilionak · Raman Pinczuk       |
| 2013 Drzonków        | Francja · Valentin Belaud · Geoffrey Megi · Valentin Prades       | Czechy · Ondřej Polívka · Michal Sedlecky · Jan Kuf                     | Wielka Brytania · James Cooke · Samuel Curry · Joseph Evans           |

### Sztafeta mieszana
| Rok i miejsce | Zwycięzca                                              | 2. miejsce                                     | 3. miejsce                                     |
| ------------- | ------------------------------------------------------ | ---------------------------------------------- | ---------------------------------------------- |
| 2012 Sofia    | Białoruś · Anastazja Prakapienka · Michaił Prakapienka | Litwa · Laura Asadauskaitė · Justinas Kinderis | Czechy · Natalie Dianová · David Svoboda       |
| 2013 Drzonków | Ukraina · Wiktorija Tereszczuk · Pawlo Tymoszczenko    | Rosja · Donata Rimsaite · Aleksander Lesun     | Litwa · Laura Asadauskaitė · Justinas Kinderis |